# إدوارد كلاي
إدوارد كلاي (بالإنجليزية: Edward Clay)‏ هو دبلوماسي بريطاني، ولد في 21 يوليو 1945.